# Pauline Ducruet
Pour les articles homonymes, voir Ducruet.
 (mars 2017).
Si vous disposez d'ouvrages ou d'articles de référence ou si vous connaissez des sites web de qualité traitant du thème abordé ici, merci de compléter l'article en donnant les références utiles à sa vérifiabilité et en les liant à la section « Notes et références ».
Pauline Ducruet, née le 4 mai 1994 à Monaco, est un membre de la famille princière de Monaco.

## Biographie
Pauline Ducruet nait le 4 mai 1994, à l'hôpital Princesse-Grace-de-Monaco à Monaco. Elle est la fille de la princesse Stéphanie de Monaco et de Daniel Ducruet, ancien garde du corps de la princesse. Pauline Ducruet est la petite-fille du prince Rainier III et de son épouse, l'actrice américaine Grace Kelly. Elle est la nièce de l'actuel prince souverain Albert II. Ses parents se marient en 1995.
Pauline Ducruet a :
- un frère : Louis Ducruet, né en 1992 ;
- un demi-frère : Michaël Ducruet, né en 1992 ;
- deux demi-sœurs : Camille Gottlieb, née en 1998, et Linoué Ducruet[4].

## Ordre de succession au trône de Monaco

### Droit dynastique depuis 1995
Ses parents se marièrent civilement à Monaco le 1er juillet 1995. Ce nouveau statut d'enfant légitimé selon le droit civil monégasque, donne à Pauline Ducruet et à son frère Louis Ducruet un rang successoral, conformément à l'article 10 de la constitution de Monaco de 1962.
Il existe un précédent dans la famille princière de Monaco, puisque la grand-tante de Pauline, la princesse Antoinette de Monaco (1920-2011) légitima elle aussi ses enfants nés hors mariage, en épousant Alexandre-Athenase Noghès (en) en 1951.

### Prolongement des droits dynastiques depuis 2005
Lors de la montée sur le trône (en 2005) de son oncle maternel le prince souverain Albert II de Monaco, elle est huitième dans l'ordre de succession.
La conservation par Pauline et son frère Louis, d'un rang successoral au décès du prince souverain Rainier III de Monaco est due à une modification de l'article 10 de la constitution de Monaco, réalisée en 2002. En effet, auparavant, seuls les enfants du souverain et leurs descendants étaient présents dans l'ordre de succession. Sans cette réforme de 2002, Pauline et son frère Louis devaient perdre leurs droits dynastiques à la mort de leur grand-père.

## Activités
Titulaire d'un baccalauréat à l'âge de 16 ans, elle parle couramment quatre langues. En 2013, elle s'installe à Paris pour suivre des études de mode.
En 2014, Pauline devient l'égérie de la marque de cosmétiques Lancaster, représentant la marque en Asie.

### Télévision
En 2005, elle a participé avec son frère Louis Ducruet et son père Daniel Ducruet à l'émission de téléréalité La Ferme Célébrités.

### Jeux olympiques de la Jeunesse 2010
En 2010, Pauline Ducruet participe aux Jeux olympiques de la jeunesse d'été de 2010 à Singapour, à l'épreuve de plongeon à trois mètres.

### Présidence du Festival du CirqueNew Genération
En 2017, Pauline Ducruet préside la 6e édition du Festival du Cirque New Generation sous le chapiteau de Fontvieille.